# Liste de films de science-fiction
La chronologie du cinéma de science-fiction présente sous forme d'une liste, des films de science-fiction répartis par année de sortie française. Les principales récompenses cinématographiques du genre, le Hugo de la meilleure présentation dramatique et Saturn du meilleur film de science-fiction sont indiqués après le film récipiendaire.

## De 1895 à 1909

### 1895
- La Charcuterie mécanique de Louis Lumière

### 1896
- La Fée aux choux, court métrage français réalisé par Alice Guy[1]. Il est transposé en 35 mm en 1900[2].

### 1897
- Gugusse et l'Automate de Georges Méliès
- The X-Rays de George Albert Smith

### 1898
- La Lune à un mètre réalisé par Georges Méliès

- Les Rayons X de Georges Méliès

### 1900
- Coppelia : La Poupée animée de Georges Méliès

### 1902
- Le Voyage dans la Lune de Georges Méliès

### 1904
- Le Voyage à travers l'impossible de Georges Méliès

### 1906
- Voyage autour d'une étoile, un court métrage franco-italien de Gaston Velle
- The ? Motorist, un court métrage britannique de Walter R. Booth

### 1907
- Deux cents milles sous les mers de Georges Méliès
- L'Éclipse du soleil en pleine lune de Georges Méliès

### 1908
- Au clair de la lune ou Pierrot malheureux de Georges Méliès
- Dr. Jekyll and Mr. Hyde d'Otis Turner
- Excursion dans la Lune de Segundo de Chomón
- Hôtel électrique de Segundo de Chomón

### 1909
- La Guerre aérienne du futur (The Airship Destroyer), un court métrage britannique de Walter R. Booth
- Le Voyage sur Jupiter de Segundo de Chomón

## De 1910 à 1919

### 1910
- A Trip to Mars d'Ashley Miller
- Frankenstein de J. Searle Dawley
- Voyage au centre de la Terre de Segundo de Chomón
- Un matrimonio interplanetario d'Enrico Novelli

### 1911
- Aerial Anarchists, un court métrage britannique de Walter R. Booth
- The Automatic Motorist de Walter R. Booth

### 1912
- À la conquête du pôle de Georges Méliès
- Docteur Jekyll et M. Hyde de Lucius Henderson

### 1913
- A Message from Mars de J. Wallett Waller
- Der Herr der Welt de Rudolf del Zopp
- Dr. Jekyll and Mr. Hyde d'Herbert Brenon
- Le Voyage en ballon d'Alfred Lind
- Les aventures extraordinaires de Saturnin Farandoul de Marcel Fabre

### 1915
- La Folie du docteur Tube de Abel Gance
- Filibus de Mario Roncoroni

### 1916
- Vingt Mille Lieues sous les mers de Stuart Paton (adaptation du roman Vingt mille lieues sous les mers (1869) de Jules Verne, 1re adaptation en 1907 par Georges Méliès)
- Homunculus d'Otto Rippert
- The Crimson Stain Mystery de T. Hayes Hunter
- The Intrigue de Frank Lloyd
- The Flying Torpedo de John B. O'Brien
- Titanenkampf de Joseph Delmont
- La Fin du monde de August Blom
- Verdens Undergang, un film danois d'August Blom

### 1918
- Alraune, un film hongrois de Michael Curtiz et Edmund Fritz  (adaptation du roman Alraune de Hanns Heinz Ewers (1911))
- Alraune, die Henkerstochter, genannt die rote Hanne, un film allemand d'Eugen Illés et Josef Klein
- Le Vaisseau du ciel de Holger-Madsen

### 1919
- Die Arche, un film allemand de Richard Oswald
- Les Premiers Hommes dans la Lune de Bruce Gordon et J.L.V. Leigh
- La Maîtresse du monde de Joe May, Josef Klein, Uwe Jens Krafft et Karl Gerhardt

## De 1920 à 1929

### 1920
- Algol. Eine Tragödie der Macht de Hans Werckmeister
- Docteur Jekyll et M. Hyde de John S. Robertson
- Dr. Jekyll and Mr. Hyde de J. Charles Haydon
- The Invisible Ray de Harry A. Pollard
- The Master Mystery de Harry Grossman et Burton L. King

### 1921
- L'Homme mécanique (l'Uomo Meccanico) d'André Deed
- Il mostro di Frankenstein d'Eugenio Testa

### 1922
- L'Homme de l'au-delà de Burton L. King

### 1923
- The Unknown Purple de Roland West

### 1924
- Aelita de Yakov Protazanov
- La Cité foudroyée de Luitz-Morat
- L'Inhumaine de Marcel L'Herbier
- Révolution interplanétaire de Zenon Komissarenko, Nikolai Khodataev et Juri Merkulow
- The Last Man on Earth de John G. Blystone  (adaptation du roman The Last Man (1823) de Mary Shelley)
- Les Mains d'Orlac de Robert Wiene (adaptation du roman Les Mains d'Orlac (1921) de Maurice Renard)

### 1925
- Le Monde perdu de Harry O. Hoyt
- Wunder der Schöpfung d'Hanns Walter Kornblum et Ernst Krieger
- Le Rayon de la mort de Lev Koulechov et Vsevolod Poudovkine
- The Power God de Ben F. Wilson et Francis Ford
- Paris qui dort, un film français de René Clair
- Wunder der Schöpfung de Hanns Walter Kornblum, Rudolf Biebrach et Johannes Meyer
- La bambola vivente de Luigi Maggi

### 1926
- Pour épater les poules de Charles R. Bowers

### 1927
- Metropolis de Fritz Lang

### 1928
- Alraune, un film allemand de Henrik Galeen (adaptation du roman Alraune de Hanns Heinz Ewers (1911), 1re adaptation en 1918 par Michael Curtiz et Edmund Fritz)

### 1929
- Point ne tueras de Maurice Elvey
- L'Île mystérieuse de Lucien Hubbard
- La Femme sur la Lune de Fritz Lang

## De 1930 à 1939

### 1930
- L'Amour en l'an 2000 (Just Imagine) de David Butler.
- Alraune de Richard Oswald (adaptation du roman Alraune de Hanns Heinz Ewers (1911), 1re adaptation en 1918 par Michael Curtiz et Edmund Fritz)
- The Voice from the Sky de Ben F. Wilson

### 1931
- Frankenstein de James Whale  NFR (adaptation du roman Frankenstein or The Modern Prometheus (1818) de Mary Shelley)
- La fin du monde d'Abel Gance
- À nous la liberté de René Clair

### 1932
- Chandu le magicien de William Cameron Menzies et Marcel Varnel
- Docteur X de Michael Curtiz
- L'Atlantide de Georg Wilhelm Pabst
- Six Hours to Live de William Dieterle
- L’Île du docteur Moreau d'Erle C. Kenton

### 1933
- It's Great to Be Alive d'Alfred L. Werker
- The Deluge de Felix E. Feist
- Men Must Fight d'Edgar Selwyn
- L'homme invisible de James Whale
- IF1 ne répond plus de Karl Hartl
- King Kong de Merian C. Cooper et Ernest B. Schoedsack
- Le tunnel de Curtis Bernhardt

### 1934
- L'Or de Karl Hartl et Serge de Poligny
- Le Maitre du Monde (Der Herr der Welt) de Harry Piel
- The Vanishing Shadow de Lew Landers
- Le monde sans masque (Die Welt ohne Maske) de Harry Piel

### 1935
- Aerograd d'Alexandre Dovjenko
- L’Empire fantôme (The Phantom Empire) d'Otto Brower et B. Reeves Eason
- La Fiancée de Frankenstein de James Whale (suite du film Frankenstein (1931) du même réalisateur)
- Once in a New Moon de Anthony Kimmins
- Air Hawks d'Albert Rogell
- Mort d'une sensation d'Alexandr Andriyevsky
- The Lost City de Sherman S. Krellberg

### 1936
- Cerveaux de rechange de Robert Stevenson
- Flash Gordon de Frederick Stephani et Ray Taylor
- La Révolte des zombies de Victor Halperin
- Le Rayon invisible de Lambert Hillyer
- Les Poupées du diable de Tod Browning
- Le Voyage cosmique de Vassili Zouravlev
- Le Mort qui marche de Michael Curtiz
- Les Mondes futurs de William Cameron Menzies
- Undersea Kingdom de B. Reeves Eason et Joseph Kane
- Ghost Patrol de Sam Newfield

### 1937
- Alerte la nuit par Lloyd Corrigan.
- Bulldog Drummond at Bay de Norman Lee

### 1938
- J'accuse d'Abel Gance
- Mars Attacks the World de Ford Beebe et Robert F. Hill
- Novaya Moskva de Alexandre Medvedkine

### 1939
- Buck Rogers de Ford Beebe et Saul A. Goodkind
- Mille chilometri al minuto de Mario Matolli
- Le monde tremblera de Richard Pottier

## De 1940 à 1949

### 1940
- Docteur Cyclope d'Ernest B. Schoedsack
- Docteur Jekyll et M. Hyde de Victor Fleming
- Flash Gordon à la conquête de l'univers de Ford Beebe et Ray Taylor
- La Femme invisible de A. Edward Sutherland
- Murder in the Air de Lewis Seiler
- Weltraumschiff I startet d'Anton Kutter
- The Ape de William Nigh

### 1941
- L'Échappé de la chaise électrique de George Waggner
- The Devil Commands d'Edward Dmytryk

### 1942
- Croisières sidérales d'André Zwobada
- The Hidden Hand de Benjamin Stoloff
- L'Agent invisible contre la Gestapo d'Edwin L. Marin
- Sirius de Dezsõ Ákos Hamza

### 1943
- The Ape Man de William Beaudine
- L'Agent secret de Seymour Kneitel
- Batman de Lambert Hillyer

### 1944
- La Vengeance de l'homme invisible de Ford Beebe
- The Great Alaskan Mystery de Lewis D. Collins et Ray Taylor.

### 1945
- The Man in Half Moon Street de Ralph Murphy
- Secret Agent X-9 de Ford Beebe et Clifford Smith

### 1946
- Le Pays sans étoiles de Georges Lacombe
- L'Ennemi sans visage de Robert-Paul Dagan et Maurice Cammage

### 1947
- Meteory de Pavel Klouchantsev

### 1948
- Ballade berlinoise de Robert A. Stemmle
- Femmes dans la nuit de William Rowland

### 1949
- N'oubliez pas la formule de Charles Barton

## De 1950 à 1959

### 1950
- Destination... Lune ! d'Irving Pichel
- Radar Secret Service de Sam Newfield
- Vingt-quatre heures chez les Martiens de Kurt Neumann

### 1951
- Cinq survivants d'Arch Oboler
- L'Homme au complet blanc de Alexander Mackendrick
- Destination Mars de Lesley Selander
- La Chose d'un autre monde de Christian Nyby
- Le Choc des mondes de Rudolph Maté
- Le Jour où la Terre s'arrêta de Robert Wise
- L'Homme de la planète X d'Edgar George Ulmer
- Unknown World de Terrell O. Morse
- Two Lost Worlds de Norman Dawn
- Lost Continent de Sam Newfield

### 1952
- Vienne, premier avril an 2000 de Wolfgang Liebeneiner
- Chérie, je me sens rajeunir de Howard Hawks
- Alraune, un film allemand d'Arthur Maria Rabenalt
- Captive Women de Stuart Gilmore
- Invasion, U.S.A. d'Alfred E. Green
- Red Planet Mars de Harry Horner

### 1953
- Cat Women of the Moon réalisé par Arthur Hilton
- Donovan's Brain de Felix E. Feist
- Enquête dans l'espace de Terence Fisher
- Four Sided Triangle de Terence Fisher
- Robot Monster de Phil Tucker
- Les Envahisseurs de la planète rouge de William Cameron Menzies
- Le Fantôme de l'espace de W. Lee Wilder
- La Guerre des mondes de Byron Haskin
- Le Météore de la nuit de Jack Arnold
- Le Monstre des temps perdus d'Eugène Lourié
- Le Monstre magnétique de Curt Siodmak et Herbert L. Strock
- Project Moonbase de Richard Talmadge
- M7 ne répond plus d'Anthony Asquith

### 1954
- Des monstres attaquent la ville de Gordon Douglas
- Devil Girl from Mars de David MacDonald
- Godzilla d'Ishirō Honda
- Gog de Herbert L. Strock
- Vingt Mille Lieues sous les mers de Richard Fleischer
- L'Étrange Créature du lac noir de Jack Arnold
- Le Maître du monde de Lee Sholem
- Le Retour de Godzilla de Motoyoshi Oda
- Riders to the Stars de Richard Carlson
- Stranger from Venus de Burt Balaban

### 1955
- Day the World Ended de Roger Corman
- La Conquête de l'espace de Byron Haskin
- La Revanche de la créature de Jack Arnold
- Le Monstre de Val Guest
- Le monstre vient de la mer de Robert Gordon
- Les Survivants de l'infini de Joseph M. Newman
- King Dinosaur de Bert I. Gordon
- Tarantula ! de Jack Arnold

### 1956
- 1984 de Michael Anderson
- La créature est parmi nous de John Sherwood
- La Montagne mystérieuse d'Edward Nassour et Ismael Rodríguez
- Le Satellite mystérieux (宇宙人東京に現る, Uchūjin Tokyo ni arawaru?) de Kōji Shima
- Les soucoupes volantes attaquent de Fred F. Sears
- L'Invasion des profanateurs de sépultures de Don Siegel
- Il a conquis le monde de Roger Corman
- Planète interdite de Fred M. Wilcox
- Rodan d'Ishirō Honda
- World Without End d'Edward Bernds
- X l'Inconnu de Leslie Norman

### 1957
- L'Attaque des crabes géants de Roger Corman
- À des millions de kilomètres de la Terre de Nathan Juran
- Amour de poche de Pierre Kast
- En route vers les étoiles de Pavel Klouchantsev
- Kronos Kurt Neumann
- La chose surgit des ténèbres de Nathan Juran
- La Cité pétrifiée de John Sherwood
- La Marque de Val Guest
- La Momia Azteca contra el Robot Humano de Rafael Portillo
- Le Cerveau de la planète Arous de Nathan Juran.
- L’Homme qui rétrécit  de Jack Arnold
- L'Invention diabolique de Karel Zeman
- The Giant Claw de Fred F. Sears
- Not of This Earth de Roger Corman
- Prisonnière des martiens de Ishirô Honda
- The 27th Day de William Asher
- The Cyclops de Bert I. Gordon

### 1958
- À pied, à cheval et en spoutnik de Jean Dréville
- Aventures fantastiques de Karel Zeman
- Danger planétaire de Irvin S. Yeaworth Jr.
- De la Terre à la Lune de Byron Haskin
- Earth vs. the Spider de Bert I. Gordon
- Fusée pour la lune de Richard E. Cunha
- Monstres invisibles de Arthur Crabtree.
- L'Attaque de la femme de 50 pieds de Nathan Juran
- La Fusée de l'épouvante d'Edward L. Cahn
- La Guerre des satellites de Roger Corman
- La Mouche noire de Kurt Neumann
- La Revanche de Frankenstein de Terence Fisher
- Le danger vient de l'espace de Paolo Heusch et Mario Bava
- Les Mangeurs de cerveaux de Bruno VeSota
- L'Homme H de Ishirō Honda
- The Trollenberg Terror de Quentin Lawrence
- Varan, le monstre géant de Ishirō Honda

### 1959
- Behemoth the Sea Monster d'Eugène Lourié
- Caltiki, le monstre immortel de Riccardo Freda et Mario Bava
- L'Appel du ciel de Alexandre Kozyr et Mikhaïl Karioukov
- La Bataille interplanétaire de Ishirō Honda
- La Souris qui rugissait de Jack Arnold
- Le Dernier Rivage de Stanley Kramer
- Le Monde, la Chair et le Diable de Ranald MacDougall
- Le Retour de la mouche d'Edward Bernds
- Le Pionnier de l'espace de Robert Day
- L'Homme qui trompait la mort de Terence Fisher
- The Cosmic Man de Herbert S. Greene
- The Hideous Sun Demon de Robert Clarke
- Plan 9 from Outer Space d'Ed Wood
- Voyage au centre de la Terre de Henry Levin

## De 1960 à 1969

### 1960
- 12 to the Moon de David Bradley
- La Guerre de Veljko Bulajić
- La machine à explorer le temps de George Pal
- L'Étoile du silence de Kurt Maetzig
- La Dernière Femme sur Terre de Roger Corman
- Le Vainqueur de l'espace de Antonio Margheriti
- Le Voyageur de l'espace de Edgar George Ulmer
- Le voyageur du temps d'Edgar G. Ulmer
- Le Monde perdu d'Irwin Allen
- Les Mystères d'Angkor de William Dieterle
- Nus sur la Lune de Doris Wishman et Raymond Phelan
- Le village des damnés de Wolf Rilla
- Man in the Moon de Basil Dearden
- Mince de planète de Norman Taurog
- Passeport pour la lune de Basil Dearden
- The angry red planet d'Ib Melchior
- El conquistador de la Luna de Rogelio A. González

### 1961
- Gorgo d'Eugène Lourié
- La Dernière Guerre de l'Apocalypse de Shūe Matsubayashi
- La Planète fantôme de William Marshall
- La Planète des hommes perdus de Antonio Margheriti
- Le Sous-marin de l'apocalypse d'Irwin Allen
- Le Maître du monde de William Witney
- Nus sur la Lune par Doris Wishman
- Monte là-d'ssus de Robert Stevenson
- Mothra d'Ishirō Honda
- Le Jour où la Terre prit feu de Val Guest
- The Beast of Yucca Flats par Coleman Francis

### 1962
- Astronaut 1980 d'Ishirō Honda
- La cité sous-marine de Frank McDonald
- La Grand-mère cybernétique de Jiří Trnka
- La Jetée de Chris Marker
- La Poupée de Jacques Baratier
- La Planète des tempêtes de Pavel Klouchantsev
- Le Cerveau qui ne voulait pas mourir de Joseph Green
- Le Choc des planètes d'Ishirō Honda
- Le Tarzan des mers de Vladimir Tchebotariov
- Le Navire étoile de Alain Boudet
- Le Monstre aux yeux verts de Romano Ferrara
- Girls on the Moon de Doris Wishman
- Objectif 7e planète (Journey to the seventh planet), de Sidney W. Pink
- The Creation of the Humanoids de Wesley Barry
- Un pilote dans la Lune réalisé par James Neilson
- Panique année zéro de Ray Milland
- Voyage vers la septième planète de Sidney W. Pink
- King Kong contre Godzilla d'Ishiro Honda

### 1963
- Au-devant du rêve de Mikhail Karzhukov et Otar Koberidze
- Atragon d'Ishirō Honda
- Les Damnés de Joseph Losey
- La Souris sur la Lune de Richard Lester
- La Révolte des Triffides de Steve Sekely et Freddie Francis
- L'Horrible Cas du docteur X de Roger Corman
- Omicron d'Ugo Gregoretti
- Ikarie XB-1 de Jindřich Polák
- Steps to the Moon réalisé par Ion Popescu-Gopo

### 1964
- Dogora, the Space Monster d'Ishirô Honda
- Je suis une légende d'Ubaldo Ragona et de Sidney Salkow
- La porte du futur de Ib Melchior
- L'Empreinte de Frankenstein de Freddie Francis
- Les Enfants des damnés de Anton Leader
- Les Martiens ont douze mains de Castellano et Pipolo
- Les Premiers Hommes dans la Lune de Nathan Juran
- Docteur Mabuse et le Rayon de la mort de Hugo Fregonese et Victor De Santis
- Robinson Crusoé sur Mars de Byron Haskin
- Mothra contre Godzilla d'Ishirō Honda

### 1965
- Alphaville, une étrange aventure de Lemmy Caution de Jean-Luc Godard
- Dr. Goldfoot and the Bikini Machine de Norman Taurog
- Dr Who et les Daleks de Gordon Flemyng
- Frankenstein vs. Baragon d'Ishirô Honda
- Gamera de Noriaki Yuasa
- Ipcress, danger immédiat de Sidney J. Furie
- Invasion Planète X de Ishirō Honda
- La Dixième Victime de Elio Petri
- La Bombe de Peter Watkins
- La Planète des vampires de Mario Bava
- La Malédiction de la mouche de Don Sharp
- Le Ciel sur la tête de Yves Ciampi
- Les créatures de kolos de Hugo Grimaldi
- Les Dieux des profondeurs de Jacques Tourneur
- L'Hyperboloïde de l'ingénieur Garine de Aleksandr Gintsburg
- Mutiny in Outer Space de Hugo Grimaldi
- Quand la Terre s'entrouvrira de Andrew Marton
- The Wizard of Mars de David L. Hewitt
- Station 3 : Ultra Secret de John Sturges
- Village of the Giants de Bert I. Gordon

### 1966
- Cartes sur table de Jesús Franco
- Cyborg 2087 de Franklin Adreon
- Destination : Planète Hydra de Pietro Francisci
- Fahrenheit 451 de François Truffaut
- La Guerre des planètes de Antonio Margheriti
- La Planète errante de Antonio Margheriti
- Les Criminels de la galaxie de Antonio Margheriti
- Les Daleks envahissent la Terre de Gordon Flemyng
- L'Odyssée du cosmos de David Lane (1968 en France)
- L’espion qui venait du surgelé de Mario Bava
- Le Diabolique Docteur Z de Jesús Franco
- Le Visage d'un autre de Hiroshi Teshigahara
- Le Voyage fantastique de Richard Fleischer Oscar 1967 (Effets visuels)
- Invasion fantastique sur la planète Terre de Arch Oboler

### 1967
- Dos cosmonautas a la fuerza de Lucio Fulci
- La Folle Mission du docteur Schaeffer (The President's Analyst) de Theodore J. Flicker (en)
- La Nébuleuse d'Andromède de Evgueni Cherstobitov
- La Nuit de la grande chaleur de Terence Fisher
- La mort vient de la planète Aytin de Antonio Margheriti
- Le Grand Départ vers la lune de Don Sharp
- Le Dirigeable volé de Karel Zeman
- Les Criminels de la galaxie de Antonio Margheriti
- Les Monstres de l'espace de Roy W. Baker
- L'Invention de Morel de Claude-Jean Bonnardot
- Objectif Lune de Robert Altman
- Quatre, trois, deux, un, objectif Lune de Primo Zeglio
- They Came from Beyond Space de Freddie Francis

### 1968
- 2001, l'Odyssée de l'espace de Stanley Kubrick
- Barbarella, un film français de Roger Vadim
- Bataille au-delà des étoiles, un film de Kinji Fukasaku
- Charly, un film de Ralph Nelson
- Danger : Diabolik ! de Mario Bava
- Je t'aime, je t'aime, un film français d'Alain Resnais
- La Guerre des cerveaux de Byron Haskin
- La planète des singes de Franklin J. Schaffner
- Le Peuple des abîmes de Michael Carreras
- Le Joueur de quilles, film français de Jean-Pierre Lajournade
- Les chevaliers des rêves (Automat na prání) de Josef Pinkava
- Les envahisseurs attaquent de Ishirō Honda
- Ne jouez pas avec les Martiens d'Henri Lanoë
- Satanik de Piero Vivarelli
- Voyage to the Planet of Prehistoric Women de Peter Bogdanovich

### 1969
- Alerte Satellite 02 de Roy Ward Baker
- Danger, planète inconnue de Robert Parrish
- Sumuru, la cité sans hommes de Jesús Franco
- Stereo de David Cronenberg
- Latitude Zero d'Ishirō Honda
- La Vallée de Gwangi de Jim O'Connolly
- Le Capitaine Nemo et la Ville sous-marine de James Hill
- L'Homme Tatoué de Jack Smight
- Les Gladiateurs de Peter Watkins
- Les Naufragés de l'espace de John Sturges
- Paris n'existe pas de Robert Benayoun
- Zeta One de Michael Cort

## De 1970 à 1979

### 1970
- Crimes of the Future de David Cronenberg
- Gas-s-s-s de Roger Corman
- Le Cerveau d'acier de Joseph Sargent
- Le Dernier Homme, un film français de Charles L. Bitsch
- Les Envahisseurs de l'espace de Ishirō Honda
- Le Temps de mourir d'André Farwagi
- Le Secret de la planète des singes de Ted Post
- Le Maître du temps de Jean-Daniel Pollet
- Le Jeu des millions de Tom Toelle
- Ils de Jean-Daniel Simon
- Orloff et l'homme invisible de Pierre Chevalier
- Terre brûlée de Cornel Wilde
- Tout spliques étaient les Borogoves de Daniel Le Comte
- Messieurs, j'ai tué Einstein de Oldřich Lipský
- Signal, une aventure dans l'espace de Gottfried Kolditz
- Sur la comète de Karel Zeman

### 1971
- Alien Terror de José Luis González de León et Jack Hill
- Abattoir 5 de George Roy Hill
- Der Große Verhau d'Alexander Kluge
- Les Évadés de la planète des singes de Don Taylor
- Le Mystère Andromède de Robert Wise
- Le Survivant de Boris Sagal
- THX 1138 de George Lucas
- Octaman de Harry Essex

### 1972
- Abattoir 5 par George Roy Hill
- Attention au blob ! de Larry Hagman
- Doomwatch de Peter Sasdy
- Eolomea de Herrmann Zschoche
- La chose à deux têtes de Lee Frost
- La Conquête de la planète des singes de J. Lee Thompson
- Les Soleils de l’île de Pâques de Pierre Kast
- L'Homme au cerveau greffé de Jacques Doniol-Valcroze
- The Boy Who Turned Yellow de Michael Powell
- The Mind Snatchers de Bernard Girard
- Silent Running de Douglas Trumbull
- Solaris d'Andreï Tarkovski
- Population zéro de Michael Campus

### 1973
- Chair pour Frankenstein de Paul Morrissey et Antonio Margheriti
- Godzilla 1980 de Jun Fukuda
- La Malédiction du loup-garou de Nathan Juran
- La Bataille de la planète des singes de J. Lee Thompson
- La Terre de Sannikov de Albert Mkrtchian et Léonide Popov
- La Montagne sacrée d'Alejandro Jodorowsky
- La Planète sauvage de René Laloux
- Le Jour du dauphin de Mike Nichols
- Le Silence du Dr Evans de Boudimir Metalnikov
- Le Monde sur le fil de Rainer Werner Fassbinder
- Les Décimales du futur de Robert Fuest
- Idaho Transfer de Peter Fonda
- Ivan Vassilievitch change de profession de Leonid Gaïdaï
- Soleil vert de Richard Fleischer
- Mondwest de Michael Crichton
- Woody et les Robots de Woody Allen

### 1974
- Dark Star, un film de John Carpenter
- Flesh Gordon de Howard Ziehm et Michael Benveniste
- France société anonyme d'Alain Corneau
- Frankenstein Junior de Mel Brooks
- L'Île sur le toit du monde de Robert Stevenson
- L'Homme terminal de Mike Hodges
- Invasion from inner earth de Bill Rebane
- Phase IV, un film de Saul Bass
- Zardoz de John Boorman

### 1975
- Apocalypse 2024 de L.Q. Jones
- Demain les mômes, un film français de Jean Pourtalé
- Hu-Man de Jérôme Laperrousaz,
- La Fuite de Monsieur McKinley de Mikhaïl Schweitzer
- La Nuit des extraterrestres de Richard A. Colla
- La montagne ensorcelée d'Andy Fickman
- Les Femmes de Stepford de Bryan Forbes
- New York ne répond plus de Robert Clouse
- Rollerball de Norman Jewison
- Psychic Killer de Ray Danton

### 1976
- Embryo de Ralph Nelson
- Dans la poussière des étoiles de Gottfried Kolditz
- Demain les mômes de Jean Pourtalé
- L'Âge de cristal de Michael Anderson Saturn 1977
- L'Homme qui venait d'ailleurs de Nicolas Roeg
- Les hommes d'une autre planète de Sompote Sands et Chan Hung-man
- Les Rescapés du futur de Richard T. Heffron
- Meurtres sous contrôle de Larry Cohen

### 1977
- Génération Proteus par Donald Cammell
- La Guerre de l'espace de Jun Fukuda
- Les Survivants de la fin du monde de Jack Smight
- L'Île du docteur Moreau de Don Taylor
- La Guerre des étoiles de George Lucas
- Rencontres du troisième type de Steven Spielberg

### 1978
- Capricorn One de Peter Hyams
- Ces garçons qui venaient du Brésil de Franklin Schaffner
- Le Chat qui vient de l'espace de Norman Tokar
- L'Invasion des profanateurs de Philip Kaufman
- Superman de Richard Donner

### 1979
- L'Auberge de l'alpiniste mort de Grigori Kromanov
- Alerte dans le cosmos de George McCowan
- Alien - Le huitième passager de Ridley Scott
- Buck Rogers in the 25th Century de Daniel Haller
- C'était demain de Nicholas Meyer Avoriaz 1980
- Dottor Jekill e gentile signora de Steno
- Le Trou noir de Gary Nelson
- L'Humanoïde d'Aldo Lado
- La Mort en direct de Bertrand Tavernier
- Mad Max de George Miller
- L'Enquête du pilote Pirx de Marek Piestrak
- Quintet de Robert Altman
- Star Trek de Robert Wise
- Stalker d'Andreï Tarkovski
- The Clonus Horror  de Robert S. Fiveson

## De 1980 à 1989

### 1980
- Alien Dead de Fred Olen Ray
- Au-delà du réel de Ken Russell
- Aquanauts d'Igor Vosnesensky
- Be Forever Yamato de Tomoharu Katsumata
- Contamination de Luigi Cozzi
- Flash Gordon  de Mike Hodges
- Galaxina de William Sachs
- Golem de Piotr Szulkin
- Hangar 18 de James L. Conway
- La Mort en direct de Bertrand Tavernier
- Le Trou noir de Gary Nelson
- Les Mercenaires de l'espace de Jimmy T. Murakami
- Phénix, l'oiseau de feu de Taku Sugiyama
- Saturn 3 de Stanley Donen et John Barry
- Star Inspector de Mark Kovalyov et Vladimir Polin
- Star Wars, épisode V : L'Empire contre-attaque d'Irvin Kershner
- Terreur extraterrestre de Greydon Clark
- The Solar Wind de Timo Linnasalo
- Nimitz, retour vers l'enfer de Don Taylor

### 1981
- À travers les ronces vers les étoiles de Richard Viktorov
- Bandits, bandits de Terry Gilliam
- Course à mort de Martyn Burke
- Earthbound de James L. Conway
- Heartbeeps d'Allan Arkush
- New York 1997 de John Carpenter
- Mad Max 2 : le défi de George Miller
- Malevil de Christian de Chalonge
- Mémoires d’une survivante de David Gladwell
- Métal hurlant de Gerald Potterton
- Inseminoid de Norman J. Warren
- La Boucle d'Orion de Vassili Levine
- La Femme qui rétrécit de Joel Schumacher
- La Galaxie de la terreur de Bruce D. Clark
- La Guerre des mondes de Piotr Szulkin
- La Soupe aux choux de Jean Girault
- Le Mystère de la troisième planète de Roman Katchanov
- Looker de Michael Crichton
- Outland de Peter Hyams
- Scanners de David Cronenberg
- Scared to Death de William Malone
- Visitors from the Galaxy de Dušan Vukotić

### 1982
- Androïde d'Aaron Lipstadt
- Albator 84 : L'Atlantis de ma jeunesse deTomoharu Katsumata
- Britannia Hospital de Lindsay Anderson
- Brisby et le Secret de NIMH de Don Bluth
- Blade Runner de Ridley Scott
- Burst City de Gakuryū Ishii
- Café Flesh de Stephen Sayadian
- Chronopolis de Piotr Kamler
- Class 1984 de Mark L. Lester
- Crosstalk de Mark Egerton
- E.T. l'extra-terrestre de Steven Spielberg
- Espèce en voie de disparition d'Alan Rudolph
- Megaforce d'Hal Needham
- Mutant d'Allan Holzman
- Nightbeast de Don Dohler
- Parasite de Charles Band
- La Créature du marais de Wes Craven
- Le Camion de la mort d'Harley Cokeliss
- Le Dernier Combat de Luc Besson
- Le Promeneur de l'éternité de Tom Kennedy
- Les Guerriers du Bronx d'Enzo G. Castellari
- Les Traqués de l'an 2000 de Brian Trenchard-Smith
- Les Maîtres du temps de René Laloux
- Liquid sky de Slava Tsukerman
- Y a-t-il enfin un pilote dans l'avion ? de Ken Finkleman
- Star Trek 2 : La Colère de Khan de Nicholas Meyer
- The Aftermath de Steve Barkett
- The Thing de John Carpenter
- Timerider, le cavalier du temps perdu de William Dear
- Tron de Steven Lisberger
- Turkish Star Wars de Cetin Inanç
- Kamikaze 1989 de Wolf Gremm
- Xtro d'Harry Bromley Davenport

### 1983
- 2020 Texas Gladiators de Joe D'Amato
- 2019 après la chute de New York de Sergio Martino
- Anna to the Infinite Power de Robert Wiemer
- Born in Flames de Lizzie Borden
- Brainstorm de Douglas Trumbull
- Final Yamato de Takeshi Shirato
- Le Dernier Combat de Luc Besson
- L'Éclosion des monstres de Juan Piquer Simón
- Le Guerrier de l'espace : Aventures en zone interdite de Lamont Johnson
- Le Gladiateur du futur de Joe D'Amato
- Le Secret des Sélénites de Jean Image
- Le Prix du danger de Yves Boisset
- Les envahisseurs sont parmi nous de Michael Laughlin
- Les Exterminateurs de l'an 3000 de Giuliano Carnimeo
- Les Guerriers du Bronx 2 d'Enzo G. Castellari
- Les Prédateurs du futur de Ruggero Deodato
- Les Nouveaux Barbares d'Enzo G. Castellari
- Space Raiders de Howard R. Cohen
- Star Wars Épisode VI - Le Retour du Jedi de Richard Marquand
- Metalstorm : La Tempête d'acier de Charles Band
- Moon Rainbow d'Andrei Yermash
- Prisoners of the Lost Universe de Terry Marcel
- The Creature Wasn't Nice de Bruce Kimmel
- The Deadly Spawn de Douglas McKeown
- Rock and Rule de Clive A. Smith
- Krull de Peter Yates
- Wargames de John Badham
- Wavelength de Mike Gray
- Yor, le chasseur du futur d'Anthony M. Dawson

### 1984
- 1984 de Michael Radford
- 2010 : L'Année du premier contact de Peter Hyams
- 2072, les mercenaires du futur de Lucio Fulci
- Babičky dobíjejte přesně! de Ladislav Rychman
- Bye-Bye Jupiter de Sakyo Komatsu et Koji Hashimoto
- Decoder de Muscha
- Dreamscape de Joseph Ruben
- Dune de David Lynch
- Gremlords de Todd Durham
- Iceman de Fred Schepisi
- Impulse de Graham Baker
- L'Aventure des Ewoks de John Korty
- La Belle et l'Ordinateur de Steve Barron
- La Mort en prime d'Alex Cox
- La Nuit de la comète de Thom Eberhardt
- Les Aventures de Buckaroo Banzaï à travers la 8e dimension de W.D. Richter
- Le Chevalier du monde perdu de David Worth
- L'Élément du crime de Lars von Trier
- Les Guerriers des étoiles de Stewart Raffill
- L'Homme invisible d'Aleksandre Zakharov
- Le Principe de l'arche de Noé de Roland Emmerich
- Le Retour de Godzilla de Kōji Hashimoto
- L'Homme invisible de Aleksandre Zakharov
- Philadelphia Experiment de Stewart Raffill
- Sexmission de Juliusz Machulski
- Star Trek 3 : À la recherche de Spock de Leonard Nimoy
- Starman de John Carpenter
- Starfighter de Nick Castle
- The Meeting de Mikhail Titov
- The Next One de Nico Mastorakis
- Macross, le film de Noboru Ishiguro
- Terminator de James Cameron
- Runaway : L'Évadé du futur de Michael Crichton
- Vozvrachtchenie s orbity d'Aleksandr Sourine

### 1985
- Brazil de Terry Gilliam
- Cocoon de Ron Howard
- D.A.R.Y.L. de Simon Wincer
- Enemy de Wolfgang Petersen
- Explorers de Joe Dante
- Mad Max : Au-delà du dôme du tonnerre de George Miller
- Retour vers le futur de Robert Zemeckis
- Re-Animator de Stuart Gordon

### 1986
- Aliens le retour de James Cameron
- Critters de Stephen Herek
- La Mouche de David Cronenberg
- L'invasion vient de Mars de Tobe Hooper
- Kin-dza-dza! de Gueorgui Danielia
- Short Circuit de John Badham
- Shopping de Jim Wynorski
- Star Trek 4 : Retour sur Terre de Leonard Nimoy
- Macskafogó de Béla Ternovszky

### 1987
- Les Aventures d'Eddie Turley de Gérard Courant
- Hidden de Jack Sholder
- La Folle Histoire de l'espace de Mel Brooks
- L'Aventure intérieure de Joe Dante
- Predator de John McTiernan
- Luci lontane d'Aurelio Chiesa (it)
- Miroir pour héros de Vladimir Khotinenko
- RoboCop de Paul Verhoeven Saturn 1988
- Running Man de Paul Michael Glaser
- Steel Dawn de Lance Hool
- Terminus de Pierre-William Glenn

### 1988
- Akira de Katsuhiro Ōtomo
- Appelez-moi Johnny 5 de Kenneth Johnson
- Critters 2 de Mick Garris
- Invasion Los Angeles de John Carpenter
- Les Jours de l'éclipse de Alexandre Sokourov
- Willow de Ron Howard
- L'Étranger de l'espace de Mario Gariazzo

### 1989
- Abyss de James Cameron
- Bunker Palace Hôtel  d'Enki Bilal
- Chérie, j'ai rétréci les gosses de Joe Johnston
- Cocoon, le retour  de Daniel Petrie
- Cyborg d'Albert Pyun
- Futur immédiat, Los Angeles 1991 de Graham Baker
- Godzilla vs Biollante de Kazuki Ōmori
- La Mouche 2 de Chris Walas
- Un dieu rebelle de Peter Fleischmann
- Une grande excursion de Nick Park
- Retour vers le futur II de Robert Zemeckis
- L'Excellente Aventure de Bill et Ted de Stephen Herek
- Le Sang des héros de David Webb Peoples
- Leviathan de George P. Cosmatos
- Le Visiteur du musée de Konstantin Lopouchanski
- Péril sur la Lune de Robert Dyke
- Star Trek 5 : L'Ultime Frontière de William Shatner
- Tetsuo de Shin'ya Tsukamoto

## De 1990 à 1999

### 1990
- Circuitry Man de Steven Lovy
- Cœur d'Acier de Ernest D. Farino
- Class of 1999 de Mark L. Lester
- Dark angel de Craig R. Baxley
- Darkman de Sam Raimi
- L'Expérience interdite de Joel Schumacher
- Frankenhooker de Frank Henenlotter
- Hardware de Richard Stanley
- La Fuite au paradis d'Ettore Pasculli
- La Servante écarlate de Volker Schlöndorff
- Le Sanctuaire des sorcières de Iouri Moroz
- Les Gladiateurs de l'Apocalypse de Stuart Gordon
- Les Martiens ! de Patrick Read Johnson
- Martians Go Home de David Odell
- Metamorphosis: The Alien Factor de Glenn Takajian
- Moon 44 de Roland Emmerich
- Prayer of the Rollerboys de Rick King
- Predator 2 de Stephen Hopkins
- Re-Animator 2 de Brian Yuzna
- Retour vers le futur III de Robert Zemeckis
- RoboCop 2 d'Irvin Kershner
- The Dark Side of the Moon de D. J. Webster
- Total Recall de Paul Verhoeven
- Shadowzone de J. S. Cardone
- Solar Crisis de Richard C. Sarafian
- Soldat cyborg de George Elanjian Jr.
- Watchers de Jon Hess
- Watchers 2 de Thierry Notz
- Xtro 2 : Activité extra-terrestres d'Harry Bromley Davenport

### 1991
- Abraxas, Guardian of the Universe de Damian Lee
- Critters 3 de Kristine Peterson
- Delicatessen de Marc Caro et Jean-Pierre Jeunet
- Dollman d'Albert Pyun
- Godzilla vs King Ghidorah de Kazuki Ōmori
- Jusqu'au bout du monde de Wim Wenders
- L'Ange de la destruction de Duncan Gibbins
- Le Festin nu de David Cronenberg
- Les Folles Aventures de Bill et Ted de Peter Hewitt
- Roujin Z de Hiroyuki Kitakubo
- Simple mortel de Pierre Jolivet
- Scanners 2 : The New Order de Christian Duguay
- Scanners 3 : The Takeover de Christian Duguay
- Star Trek 6 : Terre inconnue de Nicholas Meyer
- Terminator 2 : Le Jugement dernier de James Cameron
- Trancers II de Charles Band
- Mutronics de Screaming Mad George et Steve Wang
- Newman de Tony Cookson
- Neon City de Monte Markham
- Robotrix de Jamie Luk Kin-ming
- Vegas in Space de Phillip R. Ford
- Wax or the Discovery of Television Among the Bees de David Blair
- Wedlock, à la vie à la mort de Lewis Teague
- Zeiram de Keita Amemiya

### 1992
- Alien 3 de David Fincher
- Bad Channels de Ted Nicolaou
- Chérie, j'ai agrandi le bébé de Randal Kleiser
- Critters 4 de Rupert Harvey
- Forever Young de Steve Miner
- Freejack de Geoff Murphy
- Godzilla vs Mothra de Takao Okawara
- Rain Without Thunder de Gary O. Bennett
- RoboCop 3 de Fred Dekker
- Universal Soldier de Roland Emmerich
- Le Cobaye de Brett Leonard
- Les Aventures d'un homme invisible de John Carpenter
- Tetsuo II: Body Hammer de Shin'ya Tsukamoto
- The Water Engine de David Mamet
- Tuez l'Androïde ! de John Eyres
- Trancers III de C. Courtney Joyner
- Mindwarp de Steve Barnett
- Mom and Dad Save the World de Greg Beeman
- Nemesis d'Albert Pyun
- Prototype de Phillip J. Roth
- Seedpeople de Charles Band
- Killer Instinct de Tony Maylam et Ian Sharp

### 1993
- Action mutante par Álex de la Iglesia.
- Alien Intruder de Ricardo Jacques Gale
- American Cyborg de Boaz Davidson
- Arcade d'Albert Pyun
- Body Melt par Philip Brophy.
- Body Snatchers par Abel Ferrara.
- Carnosaur d'Adam Simon et Darren Molone
- Coneheads Steve Barron
- Ghost in the Machine de Rachel Talalay
- Cyborg 2: Glass Shadow de Michael Schroeder
- Cyborg Cop de Sam Firstenberg
- Demolition Man par Marco Brambilla.
- Fortress par Stuart Gordon.
- Godzilla vs Mechagodzilla 2 de Takao Okawara
- Jurassic Park par Steven Spielberg.
- Mandroid de Jack Ersgard
- Meteor Man de Robert Townsend
- Nemesis par Albert Pyun.
- Patlabor 2 de Mamoru Oshii
- Philadelphia Experiment II par Stephen Cornwell.
- RoboCop 3 par Fred Dekker.
- Robot Wars d'Albert Band
- L'Attaque de la femme de 50 pieds de Christopher Guest
- La Cité des monstres d'Alex Winter et Tom Stern
- Les Chevaliers du futur d'Albert Pyun

### 1994
- Absolom 2022 de Martin Campbell
- A.P.E.X. de Phillip J. Roth
- American Cyborg: Steel Warrior de Boaz Davidson
- Class of 2001 de Spiro Razatos
- CyberTracker de Richard Pepin
- Cyborg Cop 2 de Sam Firstenberg
- Cyborg 3: The Recycler de Michael Schroeder
- Darkside Blues d'Hideyuki Kikuchi
- Death Machine de Stephen Norrington
- Double Dragon de James Yukich
- Frankenstein de Kenneth Branagh
- Godzilla vs Space Godzilla de Kenshō Yamashita
- Guyver : La Sentinelle de l'ombre de Steve Wang
- Les Maîtres du monde de Stuart Orme
- Plughead Rewired: Circuitry Man II de Robert Lovy et Steven Lovy
- Project Metalbeast d'Alessandro De Gaetano
- Johnny Mnemonic de Robert Longo
- Oblivion de Sam Irvin
- Stargate, la porte des étoiles de Roland Emmerich
- Star Trek : Générations de David Carson
- T-Force de Richard Pepin
- Timecop de Peter Hyams
- Trancers 4: Jack of Swords de David Nutter
- Trancers 5: Sudden Deth de David Nutter
- Visiteurs extraterrestres de Robert Lieberman
- Watchers 3 de Jeremy Stanford

### 1995
- Alerte ! de Wolfgang Petersen.
- Alien Terminator de Dave Payne
- Attack of the 60 Foot Centerfold de Fred Olen Ray
- Carnosaur 2 de Louis Morneau
- Darkman 2 : Le Retour de Durant de Bradford May
- Dr Jekyll et Ms Hyde de David Price
- L'Armée des douze singes de Terry Gilliam
- La Cité des enfants perdus de Jean-Pierre Jeunet et Marc Caro
- La Mutante de Roger Donaldson
- Galaxis de William Mesa
- Godzilla vs Destoroyah de Takao Okawara
- Ghost In The Shell de Mamoru Oshii
- Le Village des damnés de John Carpenter
- Memories de Kōji Morimoto, Tensai Okamura et Katsuhiro Ōtomo
- Mosquito de Gary Jones
- Planète hurlante de Christian Duguay
- Power Rangers, le film de Bryan Spicer
- Programmé pour tuer de Brett Leonard
- Strange Days de Kathryn Bigelow
- Tank Girl de Rachel Talalay
- The Demolitionist de Robert Kurtzman
- Timemaster de James Glickenhaus
- Waterworld de Kevin Reynolds
- White Dwarf de Peter Markle
- Judge Dredd de Danny Cannon
- Johnny Mnemonic de Robert Longo
- Nemesis 2 d'Albert Pyun
- Xtro 3 d'Harry Bromley Davenport

### 1996
- Adrénaline d'Albert Pyun
- Barb Wire de David Hogan
- Carnosaur 3 de Jonathan Winfrey
- Crossworlds de Krishna Rao
- Gamera 2: Attack of Legion de Shūsuke Kaneko
- Mars Attacks! de Tim Burton
- Mes doubles, ma femme et moi d'Harold Ramis
- Memory Run d'Allan A. Goldstein
- Moebius de Gustavo Mosquera
- Nemesis 3: Prey Harder d'Albert Pyun
- Nemesis 4: Death Angel d'Albert Pyun
- Sci-Fighters de Peter Svatek
- Star Trek : Premier Contact de Jonathan Frakes
- Space Truckers de Stuart Gordon
- Le Professeur foldingue de Tom Shadyac
- La Belle Verte de Coline Serreau
- Le Cobaye 2 de Farhad Mann
- Le Guerrier d'acier de Norberto Barba
- Los Angeles 2013 de John Carpenter
- L'Île du docteur Moreau de John Frankenheimer
- Independence Day de Roland Emmerich
- Omega Doom d'Albert Pyun
- The Arrival de David Twohy
- Tykho Moon d'Enki Bilal
- Rubber's Lover de Shozin Fukui
- Zone 39 de John Tatoulis

### 1997
- Alien, la résurrection de Jean-Pierre Jeunet
- Bienvenue à Gattaca d'Andrew Niccol
- Contact de Robert Zemeckis
- Cube de Vincenzo Natali
- Chérie, nous avons été rétrécis de Dean Cundey
- Dark Planet d'Albert Magnoli
- Deathline de Tibor Takács
- Epsilon de Rolf de Heer
- Full Metal Yakuza de Takashi Miike
- Flubber de Les Mayfield
- Le Cinquième Élément de Luc Besson
- Le Monde perdu : Jurassic Park de Steven Spielberg
- Les Mille Merveilles de l'univers de Jean-Michel Roux
- Men in Black de Barry Sonnenfeld
- Mimic de Guillermo del Toro
- Nirvana de Gabriele Salvatores
- Postman de Kevin Costner
- The End of Evangelion de Hideaki Anno
- The Sticky Fingers of Time d'Hilary Brougher
- Ouvre les yeux d'Alejandro Amenábar
- Spaceman de Scott Dikkers
- Starship Troopers de Paul Verhoeven
- Star Kid de Manny Coto
- Sleeping Dogs de Micheal Bafaro
- Event Horizon, le vaisseau de l'au-delà de Paul W.S Anderson

### 1998
- Andromedia de Takashi Miike
- Armageddon de Michael Bay
- Comportements troublants de David Nutter
- Dark City d'Alex Proyas
- Deep Impact de Mimi Leder
- The Faculty de Robert Rodriguez
- Godzilla de Roland Emmerich
- La Mutante 2 de Peter Medak
- Perdus dans l'espace de Stephen Hopkins
- Postman de Kevin Costner
- Nadesico: Prince of Darkness de Tatsuo Satō
- New Rose Hotel d'Abel Ferrara
- Sphère de Barry Levinson
- Six-String Samurai de Lance Mungia
- Star Trek : Insurrection de Jonathan Frakes
- Sphère de Barry Levinson
- Soldier de Paul W. S. Anderson
- The Faculty de Robert Rodriguez
- The X Files, le film de Rob S. Bowman
- The Warlord: Battle for the Galaxy de Caleb Carr
- Webmaster de Thomas Borch Nielsen

### 1999
- A.LI.CE de Kenichi Maejima
- Chasseurs de frissons de Mario Azzopardi
- Escape from Mars de Neill Fearnley
- EXistenZ de David Cronenberg
- Furia d'Alexandre Aja
- Galaxy Quest de Dean Parisot
- Godzilla 2000 de Takao Okawara
- Matrix d'Andy et Larry Wachowski
- Mon Martien bien-aimé de Donald Petrie
- Passé Virtuel de Josef Rusnak
- Peur bleue de Renny Harlin
- Peut-être de Cédric Klapisch
- Universal Soldier : Le Combat Absolu de Mic Rodgers
- Intrusion de Rand Ravich
- L'Enfant du futur de Brian Yuzna
- Le Géant de Fer de Brad Bird
- Les Muppets dans l'espace de Tim Hill
- L’Homme bicentenaire de Chris Columbus
- Star Wars, épisode I : La Menace fantôme de George Lucas
- Virus de John Bruno
- Jin-Roh, la brigade des loups de Hiroyuki Okiura
- Wing Commander de Chris Roberts

## Années 2000

### 2000
- À l'aube du sixième jour de Roger Spottiswoode
- Battlefield Earth de Roger Christian
- Fortress 2 : Réincarcération de Geoff Murphy
- G-Saviour de Graeme Campbell
- Godzilla X Megaguirus de Masaaki Tezuka
- Hollow Man de Paul Verhoeven
- La Famille foldingue de Peter Segal
- L'Homme bicentenaire de Chris Columbus
- Pitch Black de David Twohy
- Planète rouge d’Antony Hoffman
- Supernova de Walter Hill
- Mission to Mars de Brian De Palma
- The Cell de Tarsem Singh
- Titan A.E de Don Bluth et Gary Goldman
- X-Men de Bryan Singer

Sources : Allociné.fr et JPBoxOffice.com.

### 2001
- A.I. Intelligence artificielle de Steven Spielberg
- Earth vs. the Spider de Scott Ziehl
- Evolution de Ivan Reitman
- Godzilla, Mothra and King Ghidorah: Giant Monsters All-Out Attack de Shūsuke Kaneko
- Ghosts of Mars de John Carpenter
- La Planète des singes de Tim Burton
- Spiders - Le retour des araignées géantes de Sam Firstenberg
- The One de James Wong
- Replicant de Ringo Lam
- Metropolis de Rintarō
- K-PAX : L'Homme qui vient de loin de Iain Softley

Sources : Allociné.fr et JPBoxOffice.com.

### 2002
- Arac Attack, les monstres à huit pattes d'Ellory Elkayem
- Avalon de Mamoru Oshii
- Cube²: Hypercube de Andrzej Sekuła
- Godzilla X Mechagodzilla de Masaaki Tezuka
- La Planète au trésor : Un nouvel univers de Ron Clements et John Musker
- Lilo et Stitch de Dean DeBlois et Chris Sanders
- Impostor de Gary Fleder
- Pluto Nash de Ron Underwood
- Men in Black 2 de Barry Sonnenfeld
- Metropolis de Rintarō
- Minority Report de Steven Spielberg
- Signes de M. Night Shyamalan
- Simone d'Andrew Niccol
- Solaris de Steven Soderbergh
- Stranded de María Lidón
- Star Trek : Nemesis de Stuart Baird
- Star Wars, épisode II : L'Attaque des clones de George Lucas

Sources : Allociné.fr et JPBoxOffice.com.

### 2003
- 28 Jours plus tard de Danny Boyle
- Code 46 par Michael Winterbottom
- Cowboy Bebop de Shin'ichirō Watanabe
- Equilibrium de Kurt Wimmer
- Fusion de Jon Amiel
- Godzilla, Mothra, Mechagodzilla: Tokyo S.O.S. de Masaaki Tezuka
- Matrix Reloaded des Wachowski
- Matrix Revolutions des Wachowski
- Star Trek : Nemesis de Stuart Baird
- Paycheck de John Woo
- Prisonniers du temps par Richard Donner
- Timecop 2 : La Décision de Berlin de Steve Boyum
- Terminator 3 : Le Soulèvement des machines de Jonathan Mostow
- X-Men 2 de Bryan Singer
- Wonderful Days de Kim Moon-Saeng

Sources : Allociné.fr et JPBoxOffice.com.

### 2004
- Alien vs Predator de Paul W. S. Anderson
- Capitaine Sky et le Monde de demain de Kerry Conran
- Casshern de Kazuaki Kiriya
- Cube Zero de Ernie Barbarash
- Dans une galaxie près de chez vous de Claude Desrosiers
- Dead Leaves de Hiroyuki Imaishi
- Et l'homme créa la femme de Frank Oz
- Eternal Sunshine of the Spotless Mind de Michel Gondry
- Final Cut d'Omar Naim
- Godzilla: Final Wars de Ryūhei Kitamura
- Ghost in the Shell 2: Innocence de Mamoru Oshii
- I, Robot d'Alex Proyas
- Immortel, ad vitam d'Enki Bilal
- La Tour au-delà des nuages de Makoto Shinkai
- Les Chroniques de Riddick : Dark Fury de Peter Chung
- Les Chroniques de Riddick de David Twohy
- Parasite d'Andrew Prendergast
- Paycheck de John Woo
- Pinocchio le robot de Daniel Robichaud
- Primer de Shane Carruth

Sources : Allociné.fr et JPBoxOffice.com.

### 2005
- Æon Flux de Karyn Kusama
- Robots de Chris Wedge et Carlos Saldanha
- Capitaine Sky et le Monde de demain de Kerry Conran
- Doom d'Andrzej Bartkowiak
- Hinokio de Takahiko Akiyama
- H2G2 : Le Guide du voyageur galactique de Garth Jennings
- La Guerre des mondes de Steven Spielberg
- La Guerre des mondes de Timothy Hines
- La Guerre des mondes de David Michael Latt
- Star Wars, épisode III : La Revanche des Sith de George Lucas
- Serenity de Joss Whedon
- Swarmed de Paul Ziller
- The Island de Michael Bay
- Raging Sharks de Danny Lerner

Sources : Allociné.fr et JPBoxOffice.com.

### 2006
- A Scanner Darkly de Richard Linklater
- Déjà vu de Tony Scott
- Les Fils de l'homme d'Alfonso Cuarón
- The Fountain de Darren Aronofsky
- Idiocracy de Mike Judge
- Ultraviolet de Kurt Wimmer
- V pour Vendetta de James McTeigue

Sources : Allociné.fr et JPBoxOffice.com.

### 2007
- 28 Semaines plus tard de Juan Carlos Fresnadillo
- Aliens vs. Predator: Requiem de Greg et Colin Strause
- Eden Log de Franck Vestiel
- Invasion d'Oliver Hirschbiegel
- Je suis une légende de Francis Lawrence
- Mimzy, le messager du futur de Robert Shaye
- Next de Lee Tamahori
- Nos amis les Terriens de Bernard Werber
- Sunshine de Danny Boyle
- Transformers de Michael Bay
- Robot War de Leigh Scott

Sources : Allociné.fr et JPBoxOffice.com.

### 2008
- WALL-E de Andrew Stanton
- Babylon A.D. de Mathieu Kassovitz
- Cloverfield de Matt Reeves
- Course à la mort de Paul W. S. Anderson
- Dante 01 de Marc Caro
- Sleep Dealer de Alex Rivera
- Iron Man de Jon Favreau
- La Possibilité d'une île de Michel Houellebecq
- Le Jour où la Terre s'arrêta de Scott Derrickson
- The Mutant Chronicles de Simon Hunter
- X-Files : Régénération  de Chris Carter

Sources : Allociné.fr et JPBoxOffice.com.

### 2009
- Astro Boy de David Bowers
- Avatar de James Cameron
- Cargo d'Ivan Engler
- Clones de Jonathan Mostow
- District 9  de Neill Blomkamp
- Daybreakers de Michael et Peter Spierig
- Eyeborgs de Richard Clabaugh
- Evangelion: 1.0 You Are (Not) Alone de Hideaki Anno
- La Route de John Hillcoat
- Moon de Duncan Jones
- Pandorum de Christian Alvart
- Planète 51 de Jorge Blanco
- Planète hurlante 2 de Sheldon Wilson
- Prédictions d'Alex Proyas
- Push de Paul McGuigan
- Star Trek de J. J. Abrams
- Terminator Renaissance de McG
- Tetsuo: The Bullet Man de Shin'ya Tsukamoto
- Transmorphers: Fall of Man de Scott Wheeler
- Transformers 2 : La Revanche de Michael Bay
- Ultimate Game de Mark Neveldine et Brian Taylor
- Watchmen de Zack Snyder

Sources : Allociné.fr et JPBoxOffice.com.

## Années 2010

### 2010
- Auprès de moi toujours de Mark Romanek
- Inception de Christopher Nolan
- Iron Man 2 de Jon Favreau
- Le Livre d'Eli d'Albert et Allen Hughes
- Meteor Apocalypse de Micho Rutare
- Monsters de Gareth Edwards
- Mr Nobody de Jaco Van Dormael
- Predators de Nimród Antal
- Repo Men de Miguel Sapochnik
- Enthiran de S. Shankar
- Skyline de Greg et Colin Strause
- Splice  de Vincenzo Natali
- Star Cruiser de Jack Moik

Sources : Allociné.fr et JPBoxOffice.com.

### 2011
- Another Earth de Mike Cahill
- Apollo 18 de Gonzalo López-Gallego
- Cowboys et Envahisseurs de Jon Favreau
- Eva de Kike Maíllo
- L'Agence de George Nolfi
- Gantz de Shinsuke Satō
- La Planète des singes : Les Origines de Rupert Wyatt
- Melancholia de Lars von Trier
- Numéro quatre de D. J. Caruso
- Paul de Greg Mottola
- Priest de Scott Charles Stewart
- Real Steel de Shawn Levy
- Source Code de Duncan Jones
- Super 8 de J. J. Abrams
- Time Out d'Andrew Niccol
- Transformers 3 : La Face cachée de la Lune de Michael Bay
- Tron : L'Héritage de Joseph Kosinski
- World Invasion: Battle Los Angeles de Jonathan Liebesman
- X-Men : Le Commencement de Matthew Vaughn

Sources : Allociné.fr et JPBoxOffice.com.

### 2012
- Avengers de Joss Whedon
- Chronicle de Josh Trank
- Cloud Atlas de les Wachowski et Tom Tykwer
- Eva de Kike Maíllo
- Frankenweenie de Tim Burton
- Hunger Games de Gary Ross
- John Carter, un film d'Andrew Stanton
- Lock Out de James Mather et Stephen St. Leger
- Looper de Rian Johnson
- Men in Black 3 de Barry Sonnenfeld
- Prometheus de Ridley Scott
- Robot and Frank de Jake Schreier
- Iron Sky de Timo Vuorensola
- Silent Hill: Revelation de M. J. Bassett
- Total Recall : Mémoires programmées de Len Wiseman
- The Darkest Hour de Chris Gorak

Sources : Allociné.fr et JPBoxOffice.com.

### 2013
- After Earth de M. Night Shyamalan
- Albator, corsaire de l'espace de Shinji Aramaki
- American Nightmare de James DeMonaco
- Cloud Atlas des Wachowski
- Dark Skies de Scott Charles Stewart
- Elysium de Neill Blomkamp
- Gravity d'Alfonso Cuarón
- Hunger Games : L'Embrasement de Francis Lawrence
- La Stratégie Ender de Gavin Hood
- Le Congrès d'Ari Folman
- Les Âmes vagabondes, un film d'Andrew Niccol
- Iron Man 3 de Shane Black
- Oblivion de Joseph Kosinski
- Pacific Rim de Guillermo del Toro
- Robosapien: Rebooted de Sean McNamara
- RIPD : Brigade fantôme de Robert Schwentke
- Riddick de David Twohy
- Snowpiercer, le Transperceneige de Bong Joon-ho
- Star Trek Into Darkness de J. J. Abrams
- Upside Down de Juan Solanas
- World War Z de Marc Forster

Sources : Allociné.fr et JPBoxOffice.com.

### 2014
- Captain America : Le Soldat de l'hiver d'Anthony et Joe Russo
- Divergente de Neil Burger
- Écho de Dave Green
- Edge of Tomorrow de Doug Liman
- Godzilla de Gareth Edwards
- Her de Spike Jonze
- I Origins de Mike Cahill
- Interstellar de Christopher Nolan
- La Planète des singes : L'Affrontement de Matt Reeves
- Le Labyrinthe de Wes Ball
- Les Gardiens de la Galaxie de James Gunn
- Les Nouveaux Héros de Don Hall et Chris Williams
- Lucy de Luc Besson
- Real de Kiyoshi Kurosawa
- RoboCop de José Padilha
- The Giver de Phillip Noyce
- The Rover de David Michôd
- Transcendance de Wally Pfister
- Under the Skin de Jonathan Glazer
- X-Men: Days of Future Past de Bryan Singer
- Zero Theorem de Terry Gilliam

Sources : Allociné.fr et JPBoxOffice.com.

### 2015
- Boy 7 de Özgür Yıldırım
- À la poursuite de demain de Brad Bird
- Ant-Man de Peyton Reed
- Avril et le Monde truqué de Franck Ekinci et Christian Desmares
- Avengers : L'Ère d'Ultron de Joss Whedon
- Chappie de Neill Blomkamp
- Divergente 2 : L'Insurrection de Robert Schwentke
- Ex machina de Alex Garland
- Jupiter : Le Destin de l'univers des Wachowski
- Jurassic World de Colin Trevorrow
- Mad Max: Fury Road de George Miller
- Pixels de Chris Columbus
- Projet Almanac de Dean Israelite
- Renaissances de Tarsem Singh
- Seul sur Mars de Ridley Scott
- Star Wars, épisode VII : Le Réveil de la Force de J. J. Abrams
- Terminator Genisys de Alan Taylor
- The visit : une rencontre extraterrestre de Michael Madsen

Sources : Allociné.fr et JPBoxOffice.com.

### 2016
- 10 Cloverfield Lane de Dan Trachtenberg
- Explorer de Jesse O'Brien
- High-Rise de Ben Wheatley
- Identify de Steven Gomez
- Independence Day: Resurgence de Roland Emmerich
- La Cinquième Vague de J Blakeson
- Midnight Special de Jeff Nichols
- Morgane de Luke Scott
- Passengers de Morten Tyldum
- Premier Contact de Denis Villeneuve
- Rogue One: A Star Wars Story de Gareth Edwards
- Virtual Revolution de Guy-Roger Duvert
- Star Trek : Sans limites de Justin Lin
- X-Men: Apocalypse de Bryan Singer

Sources : Allociné.fr et JPBoxOffice.com.

### 2017
- Alien: Covenant de Ridley Scott
- Blade Runner 2049 de Denis Villeneuve - Saturn Award du meilleur film de science-fiction
- Bright de David Ayer
- Downsizing de Alexander Payne
- Ghost in the Shell de Rupert Sanders
- Invasion de Kiyoshi Kurosawa
- L'Expérience interdite : Flatliners de Niels Arden Oplev
- La Planète des singes : Suprématie de Matt Reeves
- Les Gardiens de la Galaxie Vol. 2 de James Gunn
- Life : Origine inconnue de Daniel Espinosa
- Logan de James Mangold
- Seven Sisters de Tommy Wirkola
- The Circle de James Ponsoldt
- The Gateway de John V. Soto
- Thor : Ragnarok de Taika Waititi
- Transformers: The Last Knight de Michael Bay
- Star Wars, épisode VIII : Les Derniers Jedi de Rian Johnson
- Valérian et la Cité des mille planètes de Luc Besson

Sources : Allociné.fr et JPBoxOffice.com.

### 2018
- 2.0 de S. Shankar
- Annihilation de Alex Garland
- Anon de Andrew Niccol
- Ant-Man et la Guêpe de Peyton Reed
- Avant que nous disparaissions de Kiyoshi Kurosawa
- Black Panther de Ryan Coogler
- Bumblebee de Travis Knight
- Bird Box de Susanne Bier
- Dans la brume de Daniel Roby
- Darkest Minds : Rébellion de Jennifer Yuh Nelson
- En eaux troubles de Jon Turteltaub
- Fahrenheit 451 de Ramin Bahran
- High Life de Claire Denis
- Kin : Le Commencement de Jonathan et Josh Baker
- Illang : La Brigade des loups de Kim Jee-woon
- La Particule humaine de Semih Kaplanoğlu
- Le Labyrinthe : Le Remède mortel de Wes Ball
- Mortal Engines de Christian Rivers
- Mute de Duncan Jones
- Solo: A Star Wars Story de Ron Howard
- Pacific Rim: Uprising de Steven S. DeKnight
- Prospect de Zeek Earl et Christopher Caldwell
- Rampage : Hors de contrôle de Brad Peyton
- Ready Player One de Steven Spielberg
- The Cloverfield Paradox de Julius Onah
- The Predator de Shane Black
- Titan de Lennart Ruff
- Twisted Pair de Neil Breen
- Upgrade de Leigh Whannell
- Jurassic World: Fallen Kingdom de Juan Antonio Bayona
- Zoe de Drake Doremus

Sources : Allociné.fr et JPBoxOffice.com.

### 2019
- A.I. Rising (en) de Lazar Bodroza
- Ad Astra de James Gray
- Alita: Battle Angel de Robert Rodriguez
- Captain Marvel d'Anna Boden et Ryan Fleck
- Captive State de Rupert Wyatt
- Gemini Man de Ang Lee
- Godzilla 2 : Roi des monstres de Michael Dougherty
- I Am Mother de Grant Sputore
- Iron Sky 2 de Timo Vuorensola
- Le Bout du monde de McG
- Little Joe de Jessica Hausner
- Men in Black: International de F. Gary Gray
- Mirage d'Oriol Paulo
- Star Wars, épisode IX : L'Ascension de Skywalker  de J. J. Abrams
- The Wandering Earth de Frant Gwo

Sources : Allociné.fr et JPBoxOffice.com.

## Années 2020

### 2020
- 2067 de Seth Larney
- Archive de Gavin Rothery (en)
- Ami du monde de Brian Patrick Butler
- Anti-Life de John Suits
- Between Waves (en) de Virginia Abramovich
- Bill et Ted sauvent l'univers de Dean Parisot
- Bloodshot de Dave Wilson
- Color Out of Space de Richard Stanley
- Cosmoball de Djanik Faïziev
- Invasion de Fiodor Bondartchouk
- Invisible Man de Leigh Whannell
- Intersect de Gus Holwerda
- Kill Mode de Thijs Meuwese
- Lapsis (en) de Noah Hutton
- Les Nouveaux Mutants de Josh Boone
- Les Phénomènes de Felix Binder
- Love and Monsters de Michael Matthews
- Tenet de Christopher Nolan
- Sans un bruit 2 de John Krasinski
- Sputnik - Espèce inconnue d'Egor Abramenko
- Possessor de Brandon Cronenberg
- Psycho Goreman de Steven Kostanski
- Project Power d'Ariel Schulman et Henry Joost
- Proximity d'Eric Demeusy
- Minuit dans l'univers de George Clooney
- Minor Premise d'Eric Schultz

Sources : Allociné.fr.

### 2021
- After Yang de Kogonada
- Apex d'Edward John Drake (en)
- Chaos Walking de Doug Liman
- Don't Look Up : Déni cosmique de Adam McKay
- Dune de Denis Villeneuve
- Free Guy de Shawn Levy
- Godzilla vs. Kong de Adam Wingard
- Infinite d'Antoine Fuqua
- Invasion de Michael Pearce
- The Tomorrow War de Chris McKay
- Reminiscence de Lisa Joy
- Mother/Android de Mattson Tomlin
- Proximity d'Eric Demeusy

### 2022
- Adam à travers le temps de Shawn Levy
- Avatar : La Voie de l'eau de James Cameron
- BigBug de Jean-Pierre Jeunet
- Black Crab d'Adam Berg
- Cryo de Barrett Burgin
- Dual de Riley Stearns
- Project Gemini (en) de Vyacheslav Lisnevsky
- Everything Everywhere All at Once de Dan Kwan et Daniel Scheinert
- Jurassic World : Le Monde d'après de Colin Trevorrow
- M3GAN de Gerard Johnstone
- Moonfall de Roland Emmerich
- Moonshot de Christ Winterbauer
- Mother/Android de Mattson Tomlin (en)
- Nope de Jordan Peele
- Prey de Dan Trachtenberg
- Spiderhead de Joseph Kosinsk
- Le Samaritain de Julius Avery
- Le Visiteur du futur de François Descraques
- Les Crimes du futur de David Cronenberg
- Vesper Chronicles de Kristina Buožytė

### 2023
- 65 : La Terre d'avant de Scott Beck et Bryan Woods
- Ant-Man et la Guêpe : Quantumania de Peyton Reed
- Hunger Games : La Ballade du serpent et de l'oiseau chanteur de Francis Lawrence
- La Bête de Bertrand Bonello
- Le Cratère de Kyle Patrick Alvarez
- Les Gardiens de la Galaxie 3 de James Gunn
- Jung-E de Sang-Ho Yeon
- Infinity Pool de Brandon Cronenberg
- The Creator de Gareth Edwards
- They Cloned Tyrone de Juel Taylor
- The Pod Generation de Sophie Barthes
- The Mothership de Matthew Charman
- The Wandering Earth 2 de Frant Gwo
- Molli and Max in the Future de Michael Lukk
- Power Rangers : Toujours vers le futur de Charlie Haskell
- Simulant d'April Mullen
- Kung Fury 2 de David Sandberg
- Rebel Moon - Partie 1 : Enfant du feu de Zack Snyder

### 2024
- Another End de Piero Messina
- Alien: Romulus de Fede Álvarez
- Alienoid : L'Affrontement de Choi Dong-hoon
- Atlas de Brad Peyton
- Borderlands d'Eli Roth
- Code 8 : Partie II de Jeff Chan
- Distant de Will Speck et Josh Gordon
- D'ici cent ans d'Alexandre Andriouchchenko
- Dune : Deuxième Partie de Denis Villeneuve
- Elevation de George Nolfi
- Furiosa : Une saga Mad Max de George Miller
- Godzilla x Kong: Le Nouvel Empire d'Adam Wingard
- Rebel Moon - Partie 2 : L'Entailleuse de Zack Snyder
- La Planète des singes : Le Nouveau Royaume de Wes Ball
- Le Robot sauvage de Chris Sanders
- L'Empire de Bruno Dumont
- L'I.A. du mal de Chris Weitz
- Long Distance de Josh Gordon et Will Speck
- Kalki 2898 AD de Nag Ashwin
- Wonderland de Kim Tae-yong
- Pendant ce temps sur Terre de Jérémy Clapin
- Mobile Suit Gundam SEED Freedom de Mitsuo Fukuda
- Sans un bruit : Jour 1 de Michael Sarnoski
- Slingshot de Mikael Håfström
- Spaceman de Johan Renck
- Subservience de S. K. Dale
- Transformers : Le Commencement de Josh Cooley

### 2025
- 28 Ans plus tard de Danny Boyle
- Afterburn de J. J. Perry
- Avatar: Fire and Ash de James Cameron
- Ash de Flying Lotus
- Bugonia de Yorgos Lanthimos
- Chien 51 de Cédric Jimenez
- Companion de Drew Hancock
- Daffy et Porky sauvent le monde de Pete Browngardt
- Jurassic World : Renaissance de Gareth Edwards
- Superman de James Gunn
- Star Trek: Section 31 d'Olatunde Osunsanmi
- M3GAN 2.0 de Gerard Johnstone
- Mickey 17 de Bong Joon-ho
- Rogue Trooper de Duncan Jones
- The Bride de Maggie Gyllenhaal
- The Electric State d'Anthony et Joe Russo
- Thunderbolts* de Jake Schreier
- Running Man d'Edgar Wright
- Les Quatre Fantastiques : Premiers pas de Matt Shakman
- L'Homme qui rétrécit de Jan Kounen
- Un monde merveilleux de Giulio Callegari